# Carlo Massei
Carlo Massei (Lucca, 31 agosto 1793 – Lucca, 9 agosto 1881) è stato un avvocato, storico e politico italiano.
Fu deputato per quattro mandati e senatore del regno d'Italia nella XIII legislatura. Fu coinvolto nel processo per i fatti del 1831-32 e, successivamente, protagonista di primo piano nelle vicende politiche del 1848-49.
Ebbe parte nel governo costituzionale della Toscana quale prefetto di Grosseto, poi durante il governo provvisorio democratico, fu deputato di Lucca alla Costituente e fece parte della Commissione governativa di Livorno. Fu perseguitato dalla reazione, dapprima deputato all'Assemblea toscana nel 1859, poi al Parlamento italiano (1860, 1863-65, 1872-76) e senatore del Regno d'Italia (nominato il 16 marzo 1879).
Dal 1826 fu socio dell'Accademia Lucchese e suo segretario per scienze dal 1865. Fu molto amico di Francesco Domenico Guerrazzi. Fratello del conte avvocato Giovanni Massei, ciambellano di Carlo I principe di Lucca.

## Biografia
Carlo Massei nacque a Lucca nel 1793 da Laura Burlamacchi e da Pier Francesco Giuseppe Massei, rappresentante di una cospicua e aristocratica famiglia di conti, antico ramo originario di Pietrasanta, che aveva preso parte alle sorti del governo della repubblica lucchese.
Studiò diritto e vi si laureò a Bologna (1816). Soggiornò per qualche tempo a Roma e a Napoli, incontrando personaggi importanti.
Indirizzato da giovane verso gli studi sociali ed economici, Massei ricoprì differenti incarichi municipali: fu sindaco e gonfaloniere di Capannori (dicembre 1829); presidente del Tribunale di commercio di Lucca (1833); fu tra i promotori degli Asili Infantili (1835) sul modello di Aporti e contribuì anche a fondare una Cassa di Risparmio a Lucca (1837), oltre ad essere un sostenitore della coltivazione del riso nel territorio tra Massarosa e Viareggio. In seguito, con l'annessione del Ducato di Lucca al Granducato di Toscana (1847), il conte Massei venne destinato dapprima a giudice del tribunale di Firenze, e poco dopo dal ministero Montanelli-Guerrazzi fu eletto alla prefettura di Grosseto; quindi fece parte di una commissione governativa, dal 21 marzo al 6 aprile 1849, presso la prefettura di Livorno.
Forse, per via dei trascorsi napoletani e l’attitudine a non accettare ordini, nel 1831, Massei era stato sorvegliato dal governo lucchese e della polizia ducale, impegnati a sgominare ogni forma di cospirazione. Successivamente, fu perciò colpito da un decreto di espulsione, poi sottoposto ad amnistia dal duca Carlo Ludovico (Carlo I di Lucca), riprendendo la sua professione di avvocato.
Nel 1834 aveva soggiornato brevemente in Corsica: scrisse un memoriale rimasto inedito, poi pubblicato postumo (1938).
Subì poi diversi mesi di prigionia, prima di essere nominato fra i membri dell'Assemblea toscana del 1859.
Con la Toscana annessa alla monarchia di Casa Savoia, Massai venne eletto (1860) al 2° collegio di Lucca, deputato nella VII legislatura del Regno di Sardegna, rappresentante alla Camera dei deputati in Torino, prendendo posto sui banchi dell'opposizione. Si ricorda la sua proposta di mettere in istato d'accusa i ministri di Leopoldo II di Toscana, che avevano firmato il trattato dell'occupazione austriaca (seconda guerra d'indipendenza) e il decreto che aboliva lo Statuto; tale proposta, tuttavia, non venne accolta dall'Assemblea.
Dopo il Plebiscito, alle elezioni del 1860 che diedero vita alla successiva VIII legislatura (formalmente la prima del Regno d'Italia), Massei fu scelto a proprio deputato dal collegio di Capannori, non senza polemiche su presunti brogli e illegalità.
Rimasto escluso dalla Camera durante la IX e X legislatura, per tutta l'XI e la XII fu nuovamente nell'Assemblea eletto con i voti dei concittadini lucchesi, appartenente costantemente all'opposizione di Sinistra, partecipando ai lavori parlamentari, più volte chiamato in seno a giunte e commissioni dell'Assemblea.
Al 1878 risale l'annuncio della nomina a Senatore del Regno, durante la XIII legislatura del Parlamento italiano. La nomina fu convalidata dal Senato del Regno, ma Carlo Massei non poté mai prestare giuramento a causa della sua precaria situazione di salute, non completando di conseguenza l'iter per ottenere la carica senatoriale.
Fu autore di svariati scritti a carattere industriale e giuridico. Pubblicò, fra l'altro, pure una Storia di Lucca (1878) ed alcuni lavori politici. Restano sparse le corrispondenze a personaggi del Risorgimento italiano. Collaborò con "L'Impavido" di Lucca, scrivendo articoli di carattere prevalentemente economico-sociale.

## Opere principali
- Per Laura Burlamacchi Massei imputata del delitto di arresto illegale e detenzione arbitraria contro la persona della figliastra sig. Carolina Massei, ristretto di fatto e di ragione, Lucca, 1823.
- Memoria sull'isola di Corsica [1834], in " Archivio storico di Corsica ", 1938, p. 242 ss.
- Delle risaie nel ducato di Lucca, e dell'industria lucchese: lettera di Carlo Massei al suo fratello Giovanni a Bologna, Lucca, Tip. Bertini, 1841. (on-line)
- Dell'arte della seta in Lucca dalla sua origine fino al presente: ragionamento istorico, Lucca, presso Felice Bertini Tip. Ducale, 1843. (on-line)
- La Toscana nel milleottocentoquarantasette e quarantotto fino allo scioglimento del Consiglio generale, Lucca, Tip. Benedini (poi Guidotti), 1848. (on-line)
- Ragionamento intorno alla istituzione delle Banche di Credito Fondiario letto alla I.R. accademia lucchese la sera del 29 aprile 1856, in "Atti dell'Accademia Lucchese", Tomo XVI, pp. 265–288 [Lucca, Giusti, 1857].
- Elogio del colonnello Giuseppe Giovannetti adorno del suo ritratto in litografia, Lucca, Tipografia Baccelli, 1861. (on-line)
- Orazione detta dall'avv. Carlo Massei nelle solenni esequie del marchese Antonio Mazzarosa senatore del regno celebrate in Lucca il dì 13 aprile 1861, Lucca, dalla tipografia Baccelli, 1861.
- L'Italia e la politica di Napoleone III durante e dopo la guerra dell'indipendenza, voll.3, Livorno, A.B. Zecchini, 1863-1866. (vol.1, vol. 3)
- Storia civile di Lucca dall'anno 1796 all'anno 1848, Lucca, Tip. del Serchio, 1878.

## Associazioni
Fu membro di varie associazioni, fra cui:
- Socio ordinario e segretario dell'Accademia Lucchese